# Warnino (Tychowo)

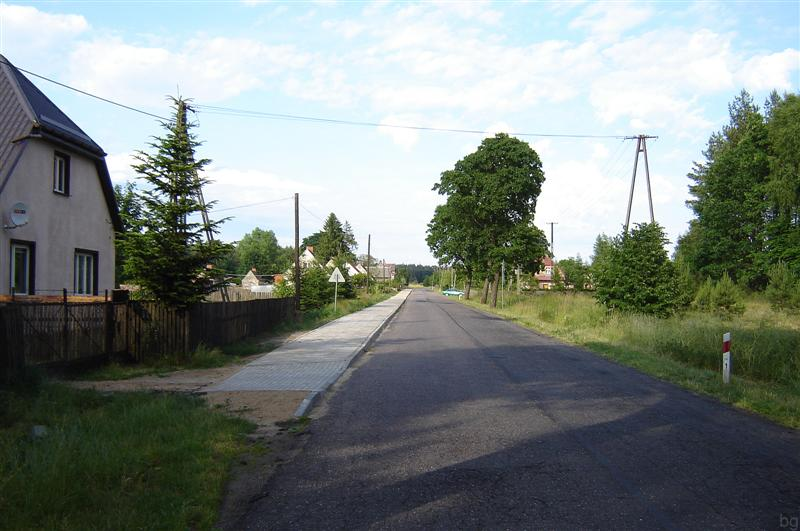
Ansicht aus Richtung Tychowa

Warnino (deutscher Name Warnin) ist ein Dorf in der polnischen Woiwodschaft Westpommern und gehört zur Gemeinde Tychowo (Groß Tychow) im Powiat Białogardzki (Kreis Belgard).

## Geografische Lage
Warnino im Powiat Białogardzki ist zu unterscheiden von dem nur 40 Kilometer entfernten gleichnamigen Warnino im Powiat Koszaliński.
Warnino im Kreis Białogard liegt 25 Kilometer südöstlich der Kreisstadt und sechs Kilometer nordöstlich von Tychowo an der Woiwodschaftsstraße Nr. 169 (Białogard –) Byszyno (Boissin) – Tychowo – Głodowa (Goldbeck) (– Bobolice (Bublitz)) in einer ebenen Landschaft. Die nächste Bahnstation ist Tychowo an der Strecke Kołobrzeg (Kolberg) – Białogard – Szczecinek (Neustettin). Zum Flugplatz Zegrze Pomorskie (Seeger) beträgt die Entfernung über Tyczewo (Tietzow) und Świelino (Schwellin) 20 Kilometer.
Zahlreiche kleine Bäche fließen durch die Feldmark von Warnino und münden über die Leszczynka (Hasselbach) und Liśnica (Leitznitz) in die Parsęta (Persante).

## Geschichte
Zahlreiche Gräberfunde aus den Jahren 1894 bis 1896 und 1932 weisen Warnin als eine Ansiedlung aus der Mitte des letzten vorchristlichen Jahrhunderts aus. Das Rittergut war ein altes Lehen derer von Kleist, gegen Ende des 19. Jahrhunderts aber nur noch ein reines Bauerndorf.
Im Jahre 1865 zählte das Dorf 385 Einwohner bei 29 Wohnhäusern, zwei Fabriken und 31 Wirtschaftsgebäuden. Auf den Gutsländereien wurde hauptsächlich Klee- und Kartoffelanbau betrieben.
Im Jahre 1928 wurde die Gemeinde Warnin aus dem bisherigen Guts- und Gemeindebezirk Warnin und den Gutsbezirken Klein- und Groß Voldekow (heute polnisch: Wełdkówko und Wełdkowo) gebildet. Zur Gemeinde gehörte außerdem Hansfelde (Kościanka).
1931 betrug die Gemeindefläche 2469,5 Hektar, auf der 1939  insgesamt 616 Einwohner in 143 Haushaltungen lebten. Warnin war ein eigener Polizeibezirk im Amtsgerichtsbereich Belgard. Warnin bildete bis 1945 mit Tietzow den Amtsbezirk Warnin und gehörte zum Landkreis Belgard (Persante) und war Sitz des Standesamtes, zu dem auch die Gemeinde Tietzow gehörte. Die Standesamtsunterlagen befinden sich heute im Staatsarchiv Köslin (Archiwum Państwowe w Koszalinie) – Geburten, Eheschließungen und Sterbefälle von 1874 bis 1903 –  und im Standesamt Belgard (Urzad Stanu Cywilnego, Białogard) – Geburten, Eheschließungen und Sterbefälle 1904 bis 1938. Weitere Register gelten seit 1945 als verschollen.
Anfang März 1945 wurde das Dorf von sowjetischen Truppen besetzt. Die ansässige Bevölkerung wurde vertrieben, und Warnin kam zu Polen. Heute ist Warnino ein Ortsteil der Gmina Tychowo im Powiat Białogardzki.

## Kirche
Warnin war eine eigene Kirchengemeinde, die mit den Nachbarkirchen Tietzow (Tyczewo) und Schwellin (Świelino) das Kirchspiel Schwellin bildete, das zum Kirchenkreis Bublitz (Bobolice) der Kirchenprovinz Pommern der evangelischen Kirche der Altpreußischen Union gehörte.
Das Kirchspiel Schwellin zählte 1940 insgesamt 2700 Gemeindeglieder, die zuletzt von Pfarrer Oswald Dienemann versorgt wurden. Das Kirchenpatronat für Warnin hatte Rittergutsbesitzer Holtz in Groß Voldekow inne.
Heute gehört Warnino zum Kirchspiel Koszalin (Köslin) der Diözese Pommern-Großpolen der polnischen Evangelisch-Augsburgischen Kirche.

## Schule
In Warnin bestand bis 1945 eine einklassige Volksschule.